# Петар Мићин
Петар Мићин (Нови Сад, 29. септембар 1998) српски је фудбалер који тренутно наступа за Зорју из Луганска.

## Каријера
Мићин је прошао млађе категорије новосадске Војводине и као омладинац је прикључен раду с првим тимом. Пошто се опорављао од повреде, није прошао комплетне припреме с тимом већ је одлучено да оде на позајмицу. Тако је други део сезоне 2016/17. провео на двојној регистрацији у локалном српсколигашу Црвеној звезди, где је на 11 одиграних утакмица у том такмичењу постигао три поготка. По повратку с позајмице поново се прикључио првотимцима, а у Суперлиги Србије дебитовао је на отварању наредне сезоне у минималној победи над Чукаричким. Међутим, како је тужио клуб због неисплаћених следовања, суспендован је до окончања арбитражног поступка. Спор је окончан у његову корист, па је раскидом дотадашњег стипендијског уговора постао слободан играч. Одмах затим је приступио Чукаричком и с тим клубом потписао петогодишњи професионални уговор. Погодио је на свом дебитантском наступу за тим Чукаричког, у победи над шабачком Мачвом, 8. септембра 2017. године. Истог месеца је био и двоструки стрелац у шеснаестини финала Купа Србије против Јагодине. У следећој фази тог такмичења постигао је погодак за минималну победу над Златибором у Чајетини. У новембру је погодио и на првенственом сусрету с Црвеном звездом. Мићин је почетком 2018. остварио инострани трансфер у Удинезе, али је до лета исте године најпре прослеђен екипи Кјева. То му је био трећи клуб у сезони, пошто је пре Чукаричког уписао један наступ за Војводину. Уговор с Чукаричким и формално је раскинут крајем сезоне.
Саставу Удинезеа прикључен је на почетку наредне сезоне. У Серији А је дебитовао на затварању сезоне 2018/19, ушавши у игру неколико минута пред крај сусрета с Каљаријем, уместо Роланда Мандрагоре. Крајем летњег прелазног рока 2019. вратио се у Чукарички, на једногодишњу позајмицу. Затим је још једну годину провео у саставу Удинезеа, па је прослеђен екипи Сеређа.
Дана 11. јула 2022. године, Удинезе и крушевачки Напредак објавили су на својим званичним веб-сајтовима да су склопили договор око Мићиновог трансфера. Мићин је с новим клубом потписао двогодишњи уговор. У интервјуу који је дао месец дана касније рекао је да је у клуб стигао без припрема и да се претходно оправљао од операције менискуса. У Напретку није остварио конкретан допринос на 16 одиграних првенствених утакмица. Свој једини погодак у дресу тог клуба постигао је у шеснаестини финала Купа Србије против Инђије. У децембру исте године раскинуо је уговор. Почетком 2023. отишао је у нишки Раднички, где је прошао зимске припреме и дебитовао под вођством тренера Ненада Лалатовића. Почетком августа потписао је за Зорју из Луганска.

## Репрезентација
Мићин је за кадетску репрезентацију Србије наступио у двомечу са одговарајућем селекцијом Белорусије у септембру 2016. Дебитовао је и у квалификацијама за Европско првенство, у минималној победи над Малтом исте године. Селектор Горан Ђоровић позвао је Мићина у састав младе репрезентације у јесен 2017. године. Дебитовао је у победи над Аустријом у оквиру квалификациог циклуса за Европско првенство. Поред званичних, Мићин је био и у саставу за пријатељску утакмицу с Катаром у децембру исте године. Позван је и за сусрете млађе младе репрезентације с екипама Црне Горе и Северне Македоније у новембру 2018.

## Статистика

### Клупска
Ажурирано 23. фебруара 2024.
|                                              |          |                        |    |   |    |   |   |   |   |   |     |    |  |  |
| Црвена звезда Нови Сад (двојна регистрација) | 2016/17. | Српска лига Војводина  | 11 | 3 | —  | — | — | — | — | — | 11  | 3  |  |  |
|                                              |          |                        |    |   |    |   |   |   |   |   |     |    |  |  |
| Војводина                                    | 2016/17. | Суперлига Србије       | 0  | 0 | 0  | 0 | — | — | — | — | 0   | 0  |  |  |
| Војводина                                    | 2017/18. | Суперлига Србије       | 1  | 0 | —  | — | 0 | 0 | — | — | 1   | 0  |  |  |
| Војводина                                    | Укупно   | Укупно                 | 1  | 0 | 0  | 0 | 0 | 0 | — | — | 1   | 0  |  |  |
|                                              |          |                        |    |   |    |   |   |   |   |   |     |    |  |  |
| Чукарички                                    | 2017/18. | Суперлига Србије       | 15 | 2 | 2  | 3 | — | — | — | — | 17  | 5  |  |  |
|                                              |          |                        |    |   |    |   |   |   |   |   |     |    |  |  |
| Кјево (позајмица)                            | 2017/18. | Серија А               | —  | — | —  | — | — | — | — | — | 0   | 0  |  |  |
|                                              |          |                        |    |   |    |   |   |   |   |   |     |    |  |  |
| Удинезе                                      | 2018/19. | Серија А               | 1  | 0 | 0  | 0 | — | — | — | — | 1   | 0  |  |  |
| Удинезе                                      | 2019/20. | Серија А               | 0  | 0 | —  | — | — | — | — | — | 0   | 0  |  |  |
| Удинезе                                      | 2020/21. | Серија А               | 1  | 0 | 0  | 0 | — | — | — | — | 1   | 0  |  |  |
| Удинезе                                      | 2021/22. | Серија А               | 0  | 0 | —  | — | — | — | — | — | 0   | 0  |  |  |
| Удинезе                                      | Укупно   | Укупно                 | 2  | 0 | 0  | 0 | — | — | — | — | 2   | 0  |  |  |
|                                              |          |                        |    |   |    |   |   |   |   |   |     |    |  |  |
| Чукарички (позајмица)                        | 2019/20. | Суперлига Србије       | 11 | 0 | 4  | 0 | — | — | — | — | 15  | 0  |  |  |
| Чукарички (позајмица)                        | Укупно   | Укупно                 | 26 | 2 | 6  | 3 | — | — | — | — | 32  | 5  |  |  |
|                                              |          |                        |    |   |    |   |   |   |   |   |     |    |  |  |
| Сеређ (позајмица)                            | 2021/22. | Суперлига Словачке     | 13 | 1 | 0  | 0 | — | — | — | — | 13  | 1  |  |  |
|                                              |          |                        |    |   |    |   |   |   |   |   |     |    |  |  |
| Напредак Крушевац                            | 2022/23. | Суперлига Србије       | 16 | 0 | 1  | 1 | — | — | — | — | 17  | 1  |  |  |
|                                              |          |                        |    |   |    |   |   |   |   |   |     |    |  |  |
| Раднички Ниш                                 | 2022/23. | Суперлига Србије       | 16 | 1 | 1  | 0 | — | — | 2 | 0 | 19  | 1  |  |  |
| Раднички Ниш                                 | 2023/24. | Суперлига Србије       | 0  | 0 | —  | — | — | — | — | — | 0   | 0  |  |  |
| Раднички Ниш                                 | Укупно   | Укупно                 | 16 | 1 | 1  | 0 | — | — | 2 | 0 | 19  | 1  |  |  |
|                                              |          |                        |    |   |    |   |   |   |   |   |     |    |  |  |
| Зорја Луганск                                | 2023/24. | Премијер лига Украјине | 9  | 0 | 2  | 0 | 6 | 1 | — | — | 17  | 1  |  |  |
|                                              |          |                        |    |   |    |   |   |   |   |   |     |    |  |  |
| Каријера                                     | Каријера | Каријера               | 94 | 7 | 10 | 4 | 6 | 1 | 2 | 0 | 112 | 12 |  |  |
|                                              |          |                        |    |   |    |   |   |   |   |   |     |    |  |  |

### Утакмице у дресу репрезентације
| Репрезентација Србије у узрасту до 17 година старости | Репрезентација Србије у узрасту до 17 година старости | Репрезентација Србије у узрасту до 17 година старости | Репрезентација Србије у узрасту до 17 година старости | Репрезентација Србије у узрасту до 17 година старости | Репрезентација Србије у узрасту до 17 година старости | Репрезентација Србије у узрасту до 17 година старости | Репрезентација Србије у узрасту до 17 година старости | Репрезентација Србије у узрасту до 17 година старости | Репрезентација Србије у узрасту до 17 година старости |
| #                                                     | Датум                                                 | Такмичење                                             | Локација                                              | Домаћин                                               | Резултат                                              | Гост                                                  | Мин.                                                  | Гол                                                   | Реф.                                                  |
| ----------------------------------------------------- | ----------------------------------------------------- | ----------------------------------------------------- | ----------------------------------------------------- | ----------------------------------------------------- | ----------------------------------------------------- | ----------------------------------------------------- | ----------------------------------------------------- | ----------------------------------------------------- | ----------------------------------------------------- |
| 1.                                                    | 16. септембар 2014.                                   | Пријатељска утакмица                                  | Градски стадион, Молодечно                            | Белорусија                                            | 0 : 0                                                 | Србија                                                |                                                       | [ 68 ]                                                |                                                       |
| 2.                                                    | 18. септембар 2014.                                   | Пријатељска утакмица                                  |                                                       | Белорусија                                            | 0 : 0                                                 | Србија                                                |                                                       | [ 69 ]                                                |                                                       |
| 3.                                                    | 17. октобар 2014.                                     | Квалификације за Европско првенство                   | Кућа фудбала, Стара Пазова                            | Србија                                                | 1 : 0                                                 | Малта                                                 |                                                       | [ 45 ]                                                |                                                       |
| 3                                                     | Укупан број утакмица и постигнутих погодака           | Укупан број утакмица и постигнутих погодака           | Укупан број утакмица и постигнутих погодака           | Укупан број утакмица и постигнутих погодака           | Укупан број утакмица и постигнутих погодака           | Укупан број утакмица и постигнутих погодака           | Укупан број утакмица и постигнутих погодака           | 0                                                     |                                                       |

| Репрезентација Србије у узрасту до 20 година старости | Репрезентација Србије у узрасту до 20 година старости                    | Репрезентација Србије у узрасту до 20 година старости                    | Репрезентација Србије у узрасту до 20 година старости                    | Репрезентација Србије у узрасту до 20 година старости                    | Репрезентација Србије у узрасту до 20 година старости                    | Репрезентација Србије у узрасту до 20 година старости                    | Репрезентација Србије у узрасту до 20 година старости | Репрезентација Србије у узрасту до 20 година старости | Репрезентација Србије у узрасту до 20 година старости |
| #                                                     | Датум                                                                    | Такмичење                                                                | Локација                                                                 | Домаћин                                                                  | Резултат                                                                 | Гост                                                                     | Мин.                                                  | Гол                                                   | Реф.                                                  |
| ----------------------------------------------------- | ------------------------------------------------------------------------ | ------------------------------------------------------------------------ | ------------------------------------------------------------------------ | ------------------------------------------------------------------------ | ------------------------------------------------------------------------ | ------------------------------------------------------------------------ | ----------------------------------------------------- | ----------------------------------------------------- | ----------------------------------------------------- |
| 1.                                                    | 15. новембар 2018.                                                       | Пријатељска утакмица                                                     | Стадион под Малим брдом, Петровац на Мору                                | Црна Гора                                                                | 1 : 0                                                                    | Србија                                                                   |                                                       | [ 70 ]                                                |                                                       |
| 1                                                     | Укупан број утакмица, постигнутих погодака и минута проведених на терену | Укупан број утакмица, постигнутих погодака и минута проведених на терену | Укупан број утакмица, постигнутих погодака и минута проведених на терену | Укупан број утакмица, постигнутих погодака и минута проведених на терену | Укупан број утакмица, постигнутих погодака и минута проведених на терену | Укупан број утакмица, постигнутих погодака и минута проведених на терену | 0                                                     |                                                       |                                                       |

| Репрезентација Србије у узрасту до 21 године старости | Репрезентација Србије у узрасту до 21 године старости | Репрезентација Србије у узрасту до 21 године старости | Репрезентација Србије у узрасту до 21 године старости | Репрезентација Србије у узрасту до 21 године старости | Репрезентација Србије у узрасту до 21 године старости | Репрезентација Србије у узрасту до 21 године старости | Репрезентација Србије у узрасту до 21 године старости | Репрезентација Србије у узрасту до 21 године старости | Репрезентација Србије у узрасту до 21 године старости |
| #                                                     | Датум                                                 | Такмичење                                             | Локација                                              | Домаћин                                               | Резултат                                              | Гост                                                  | Мин.                                                  | Гол                                                   | Реф.                                                  |
| ----------------------------------------------------- | ----------------------------------------------------- | ----------------------------------------------------- | ----------------------------------------------------- | ----------------------------------------------------- | ----------------------------------------------------- | ----------------------------------------------------- | ----------------------------------------------------- | ----------------------------------------------------- | ----------------------------------------------------- |
| 1.                                                    | 10. новембар 2017.                                    | Квалификације за Европско првенство                   | Стадион ФК Адмира Вакер, Медлинг                      | Аустрија                                              | 1 : 3                                                 | Србија                                                |                                                       | [ 71 ]                                                |                                                       |
| 2.                                                    | 14. новембар 2017.                                    | Квалификације за Европско првенство                   | Тренинг центар, Јереван                               | Јерменија                                             | 0 : 1                                                 | Србија                                                |                                                       | [ 72 ]                                                |                                                       |
| 3.                                                    | 17. децембар 2017.                                    | Пријатељска утакмица                                  | Стадион Гранд Хамад, Доха                             | Катар                                                 | 1 : 2                                                 | Србија                                                |                                                       | [ 73 ]                                                |                                                       |
| 4.                                                    | 23. март 2018.                                        | Квалификације за Европско првенство                   | Стадион Викторија, Гибралтар                          | Гибралтар                                             | 0 : 6                                                 | Србија                                                |                                                       | [ 74 ]                                                |                                                       |
| 5.                                                    | 27. март 2018.                                        | Пријатељска утакмица                                  | Стадион Карађорђе, Нови Сад                           | Србија                                                | 0 : 1                                                 | Италија                                               |                                                       | [ 75 ]                                                |                                                       |
| 6.                                                    | 26. март 2019.                                        | Пријатељска утакмица                                  | Стадион Дискоболија, Грођиск Вјелкополски             | Србија                                                | 0 : 2                                                 | Србија                                                |                                                       | [ 76 ]                                                |                                                       |
| 6                                                     | Укупан број утакмица и постигнутих погодака           | Укупан број утакмица и постигнутих погодака           | Укупан број утакмица и постигнутих погодака           | Укупан број утакмица и постигнутих погодака           | Укупан број утакмица и постигнутих погодака           | Укупан број утакмица и постигнутих погодака           |                                                       |                                                       |                                                       |